# Il libro della giungla (serie animata 1989)
Il libro della giungla (ジャングルブック・少年モーグリ?, Janguru Bukku - Shōnen Mōguri) è un anime della Nippon Animation, prodotto in collaborazione con Mondo TV del 1989 basato sui racconti de Il libro della giungla e Il secondo libro della giungla di Rudyard Kipling.

## Trama
Un ragazzo di nome Mowgli è stato cresciuto da animali selvatici. Una volta diventato grande, il ragazzo si troverà di fronte a due problemi: salvare tutta la giungla dalla tigre Shere Khan e poi cercare di accettare che deve tornare dalla sua specie.

## Personaggi

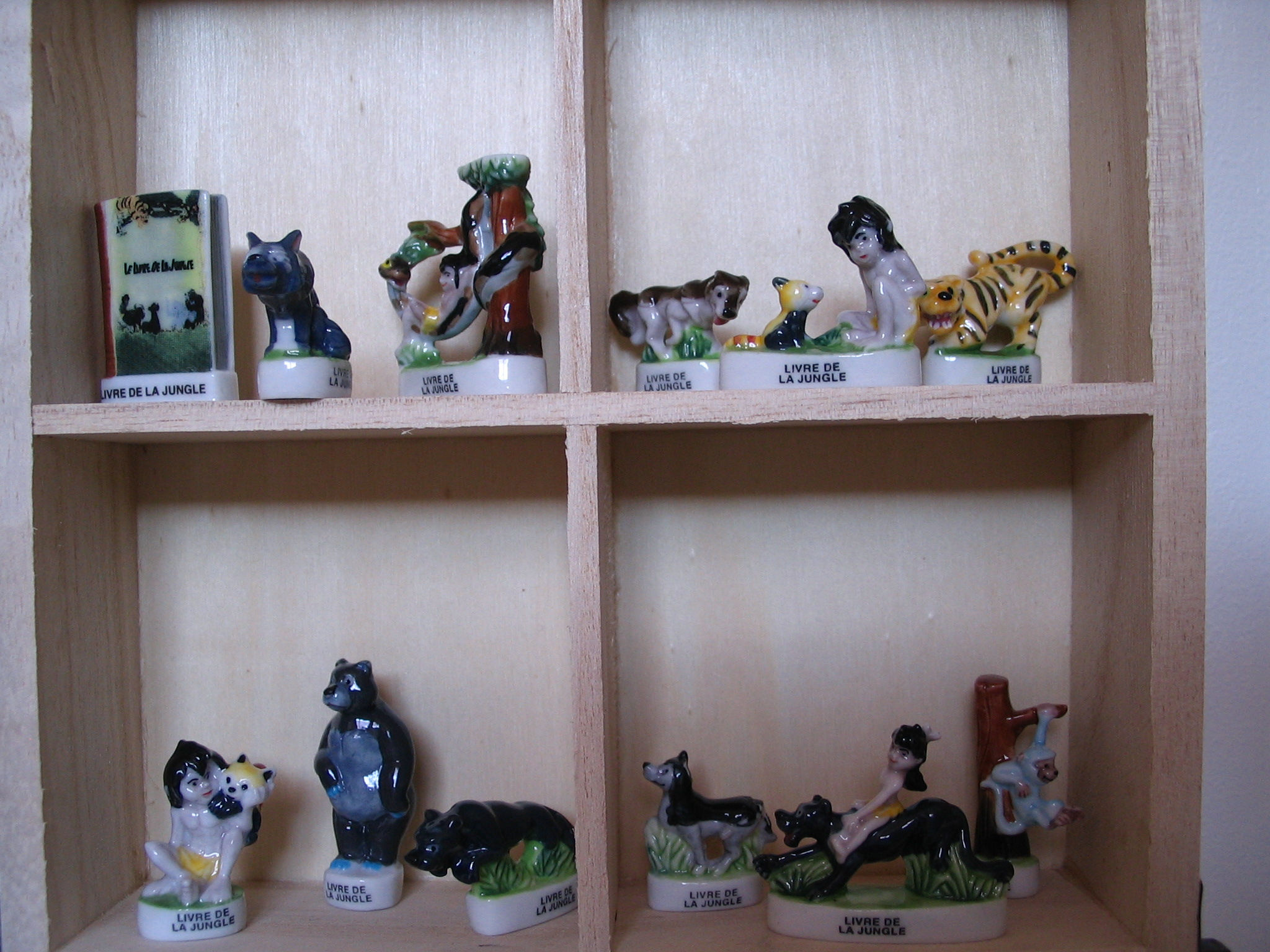
Riproduzioni tridimensionali dei vari personaggi della serie

### Personaggi principali
Mowgli
Il protagonista dell'avventura, chiamato anche "cucciolo d'uomo" dagli altri animali. Smarritosi nella giungla in tenera età, ha perso i suoi genitori biologici quando sono andati a cercarlo e sono caduti mortalmente da un burrone, dopo che Bagheera li aveva involontariamente spaventati. Venne adottato dai lupi Alexander e Luri e in seguito venne accettato, grazie all'aiuto di Baloo e Bagheera, dal branco. Da quel momento iniziò la sua vita nella giungla e nel corso della serie il ragazzo impara le varie leggi (ritenute anche sacre), le tecniche di sopravvivenza e della caccia, ma prende anche coscienza della sua natura e dei lati meno piacevoli, dolorosi e pericolosi della vita selvatica. Inizialmente la sua arma più fidata è un boomerang, che ha modellato con il ramo di un albero. Sebbene sia un ragazzo avventuroso, estroverso, socievole, intelligente e amante del divertimento, per un certo periodo attraversa una crisi d'identità, lottando per capire cosa è veramente e a chi appartiene veramente. Ad ogni modo Mowgli si dimostrerà sempre un ragazzo molto altruista e coraggioso, e durante la sua crescita diventerà sempre più maturo e riflessivo, e riuscirà a guadagnarsi la fiducia di tutti i lupi i quali non sempre riusciranno ad accettarlo completamente, oltre ad accettare lui stesso il fatto di essere umano, cosa che in principio gli risulterà molto difficile e dolorosa, avendo compreso della crudeltà di cui sono capaci i suoi simili. Alla fine, dopo aver eliminato il suo nemico di sempre Shere Khan, vendicando così insieme ai suoi fratelli la morte del padre, si innamora di Meshua e alla fine ritorna nel villaggio indiano, insieme a Bagheera. Mowgli è doppiato in giapponese da Urara Takano e in italiano da Maurizio Torresan.
Luri
Basata su Raksha, è la lupa-madre adottiva di Mowgli e la fedele moglie (in seguito vedova) di Alexander. Ha una personalità molto forte: di base è una lupa dolce, gentile e protettiva, agendo talvolta con severità e aggressiva, ma anche saggia, dimostrando grandi capacità di leadership, tant'è che quando Akela diventa troppo vecchio per guidare il branco è proprio lei a prenderne il posto. Ama molto i suoi figli e anche una volta cacciati dalla tana (cosa naturale ma che comunque le viene difficile) non smette mai di aiutarli, proteggerli ed accudirli nel momento del bisogno. Ha il pelo beige e delle caratteristiche orecchie marroni. Luri è doppiata in giapponese da Mari Yokoo e in italiano da Dania Cericola.
Akru e Sura
Basati su Fratel Bigio, sono i lupi "fratelli" di Mowgli. Akru è caratterizzato da un pelo marrone chiaro e pur avendo un carattere prevalentemente amorevole e protettivo, sa essere molto rude e istintivo, a tratti infantile. Sura è color marrone scuro (quasi nero) e ha una personalità un po' opposta a quella del fratello essendo molto serio, calmo e riflessivo, ma è anche tanto leale, determinato e premuroso. Ad ogni modo i due hanno un tratto in comune, ovvero l'estrema fedeltà e il forte affetto verso Mowgli che proteggono sempre dalle angherie degli altri lupi. Tra i due in un episodio scoppierà anche un litigio che rischierà di finire in tragedia, ma alla fine l'amore fraterno trionferà sulle avversità. Sura diventerà anche il compagno di Lala, dalla quale avrà due bellissimi cuccioli mentre Akru invece si fidanzerà con una lupa bionda di nome Maki. Insieme a Mowgli otterranno vendetta contro Shere Khan per la morte del loro padre Alexander. Akru è doppiato in giapponese da Youko Matsuoka e in italiano da Aldo Stella. Sura è doppiato in giapponese da Shigeru Nakahara e in italiano da Felice Invernici.
Baloo
È un orso, maestro della legge della giungla. Baloo è affezionato a Mowgli e, dopo la morte di Alexander, ne diventa il tutore, impartendo con lezioni "frontali" tutto quello che può servire al ragazzo. Pur non essendo un lupo è considerato da questi un amico e infatti gli è permesso partecipare alle varie assemblee del branco, ed è proprio in una di queste occasioni che parla in favore del piccolo Mowgli affinché venga accettato nel branco. È gentile e di pazienza sconfinata, ma in un'occasione Mowgli riesce a farlo arrabbiare, ovvero quando ignora gli avvertimenti sul famigerato "denti di ferro" (la tagliola). In realtà la reazione di Baloo si spiega con i suoi tristi ricordi d'infanzia quando lui, un cucciolo scalmanato, non prestò attenzione agli avvertimenti della madre la quale per impedirgli di cacciarsi nei pericoli fu catturata dalla crudele trappola e in seguito uccisa da dei dholes di passaggio. Insieme alla pantera Bagheera, è uno degli amici più stretti di Mowgli. È goloso di miele ma si dimostra anche un fiero e coraggioso combattente, dote che mostra in alcuni scontri con i vari predatori (come i coccodrilli o i dholes) che cercano di attaccare Mowgli o altri personaggi. Tra lui e Bagheera c'è un'amicizia speciale anche se non si direbbe visto che sono soliti provocarsi l'uno con l'altro. Nella serie animata il suo colore non è marrone, ma blu scuro tendente vagamente al viola. È doppiato in giapponese da Banjō Ginga e in italiano da Pietro Ubaldi.
Bagheera
Un maschio di pantera nera che, insieme a Baloo, è il migliore amico e mentore di Mowgli. Famoso in tutta la giungla per le sue doti di cacciatore, Bagheera ha anche una vasta conoscenza degli umani poiché trascorse parte della sua infanzia alle cure di una famiglia inglese, anche se in seguito fuggì quando la sua padroncina fu uccisa da suo padre. Il suo intervento all'inizio della serie sarà decisivo affinché Mowgli diventi parte del branco in quanto dona un bufalo da lui catturato, una scelta motivata anche dal senso di colpa per essere stato, seppur senza volerlo, il responsabile della morte dei suoi genitori. Costantemente insieme a Mowgli, anche a sua insaputa, Bagheera rende onore alla promessa fatta ad Alexander e protegge il giovane dai vari pericoli e lo aiuta a superare le mille avversità, comprese quelle interiori, che Mowgli si ritrova ad affrontare durante la sua vita da lupo e da uomo. È molto saggio e comprensivo nei confronti di Mowgli (dote che mostra quando il ragazzo ormai in preda alla disperazione per la sua natura umana si sfoga su di lui mordendolo e graffiandolo), ma sa anche essere molto spiritoso. Alla fine deciderà di seguire Mowgli per vivere con lui al villaggio degli uomini pur di stargli sempre vicino. È doppiato in giapponese da Hiroya Ishimaru e in italiano da Mario Scarabelli.
Lala
È una lupa, unica figlia di Vermillion e nipote di Akela, al quale è molto legata. Ha una forte personalità: inizialmente si dimostra l'individuo più pestifero del branco, comportandosi come un maschiaccio e rifiutandosi di accettare Mowgli come membro del branco e per questo in conflitto anche i suoi fratelli Akru e Sura. In realtà questo comportamento altro non è se non la conseguenza di un senso di risentimento e dolore per la partenza del padre avvenuta dopo uno scontro con Alexander, padre di Mowgli. Più avanti nella serie, diviene sempre più matura e disponibile e si affeziona di più a Mowgli, sviluppando anche una cotta per lui, come visto in un episodio. Si innamorerà, ricambiata, di Sura col quale si sposerà e darà alla luce due cuccioli, dimostrandosi una mamma affettuosa e protettiva, ma anche severa e autorevole soprattutto durante l'addestramento dei suoi cuccioli. Lala ha il pelo rossiccio, più chiaro di quello di suo padre Vermillion. È doppiata in giapponese da Ai Orikasa e in italiano da Marina Massironi.
Akela
È il vecchio capo dei lupi rinomato per le sue doti di capo impareggiabile, padre di Vermillion e nonno di Lala. È risoluto, ma anche amorevole e protettivo con la nipote, e molto legato a Mowgli. È uno dei pochi lupi a non opporsi per nulla all'entrata di Mowgli nel branco. Per Mowgli e per gli altri lupi è un insostituibile punto di riferimento, oltre che fonte di assennati e paterni consigli. Saggio, fedele ed esperto, Akela segue strettamente la legge che considera sacra anche se ciò vuol dire sacrificare un fratello (in casi così estremi il compito gli diventa però gravoso). La vecchiaia lo debiliterà a tal punto da impedirgli di comandare ma la sua guida sarà sempre indispensabile per il branco. Viene ferito a morte durante uno scontro con delle iene, poi uccise con il boomerang di Mowgli, e prima di esalare l'ultimo respiro dice a Mowgli di unirsi al più presto ai suoi simili umani prima che sia troppo tardi. Detto ciò muore, dopo un ultimo lungo ululato. Akela è doppiato in giapponese da Yuzuru Fujimoto e in italiano da Antonio Paiola.
Kaa
Un pitone indiano delle rocce. È lui il primo ad incontrare Mowgli, il quale per nulla intimorito si mette a giocare con la sua coda e con la lingua. Al pari di Baloo e Bagheera, Kaa è rinomato da tutti per la sua saggezza e la sua esperienza: in più di un'occasione i vari personaggi si rivolgeranno a lui per dei consigli (i piani per sconfiggere Shere Khan e i dholes sono stati realizzati in gran parte grazie a lui). Si tratta di una creatura di animo buono e modi gentili, ma quando si arrabbia diventa talmente feroce che nessuno oserebbe contrastarlo, anche grazie alla sua mole enorme (è l'unica creatura esclusa Hathi a non temere Shere Khan). È temuto da una grande milizia di scimmie a causa del suo carattere irascibile, come si vede nell'episodio 28. Alla fine della serie ha cambiato pelle per ben 200 volte e sembra che questa longevità eccezionale sia legata al fatto che sia riuscito a vedere la suggestiva danza degli elefanti, un evento raro a cui nessuno ha mai assistito. È doppiato in giapponese da Keaton Yamada e in italiano da Antonello Governale.
Alexander
È il lupo-padre adottivo di Mowgli. Saggio, forte, coraggioso e protettivo nei confronti della propria famiglia, è considerato come uno dei lupi migliori del branco e ne diventa capo, insieme al già presente Akela, anche se per poco, in quanto sacrifica la sua vita per salvare Mowgli e gli altri da Shere Khan, venendo ucciso da quest'ultimo. Comunque, prima di morire, è riuscito ad insegnare al ragazzo le basi per diventare un bravo lupo; inoltre aveva chiesto a Bagheera di proteggerlo e istruirlo qualora gli fosse capitato qualcosa. Ha il pelo blu oltremare, con striature bianche sul muso. Come specie è un lupo indiano. Era il migliore amico di Vermillion. Compare nel primo episodio e, successivamente, in alcuni ricordi dei vari personaggi (soprattutto in quelli di Mowgli). È doppiato in giapponese da Masaru Ikeda e in italiano da Orlando Mezzabotta.
Vermillion
È un lupo, figlio di Akela, il cui valore è diventato leggenda, fu l'unico a poter rivaleggiare con Alexander ma dopo essere stato sconfitto in combattimento decise di andarsene. Ritorna molto tempo dopo insieme ad altri lupi poiché cacciati dall'uomo. Pur non prendendo inizialmente in simpatia Mowgli per via della sua natura umana Vermillion ne diventerà amico dopo che questi mette a repentaglio la sua vita per salvarlo da dei cacciatori. In seguito parte per un nuovo territorio dove fonda un nuovo branco e sarà proprio lui a proporre Luri come nuovo Leader dei lupi della giungla Seeonee. Vermillion ha il pelo ocra e in seguito al combattimento con Alexander è rimasto guercio all'occhio sinistro. È il migliore amico di Alexander. È doppiato in giapponese da Yusaku Yara e in italiano da Roberto Colombo.
Hathi
Un elefante indiano. Costantemente accompagnato dai suoi figli, Hathi è in apparenza il signore della giungla e il suo compito è quello di far rispettare la legge. Tuttavia non è cattivo, anzi nei confronti di Mowgli si dimostra subito molto amichevole, ma è estremamente severo ed è solito minacciare di morte tutti i potenziali trasgressori a certe leggi particolarmente importanti come quella della tregua nel periodo di siccità. È a lui che si rivolgono i lupi per scacciare Bunto ed in effetti in un primo momento Hathi riesce a farlo fuggire, anche se poi il malvagio lupo continua a rimanere all'insaputa di tutti nella giungla. Hathi è anche protagonista della distruzione del villaggio di Buldio e della suggestiva "danza degli elefanti", un evento raro e misterioso cui solo pochi fortunati riescono ad assistere e Mowgli è uno di questi in quanto, su consiglio di Kaa, riesce a convincere Hathi a farlo assistere. Inoltre il pachiderma dona al giovane un fazzoletto datogli da Meshua come ringraziamento per aver portato lei e i suoi alla città. È doppiato in giapponese da Daisuke Gōri e in italiano da Maurizio Trombini.
Shere Khan
La tigre mangia-uomini, principale antagonista della serie e acerrimo nemico di Mowgli. Temuto e odiato dalla maggior parte dei personaggi, viola molte leggi della giungla tra cui la predazione di esseri umani, la predazione del bestiame umano e la caccia eccessiva. È sempre insieme a Tabaqui e dalle scimmie oltre che da altri criminali come Bunto, e la sua reputazione è tale che nel villaggio dove abita Meshua c'è persino un'ingente taglia su di lui (300 rupie per la sua pelle). Crudele e astuto, ribelle e minaccioso, è anche impavido nella maggior parte delle situazioni, ma teme il fuoco e le armi umane; infatti durante lo scontro alle "pietre morte" l'arrivo di uomini armati fa fuggire tutti gli altri all'istante mentre Shere Khan rimane brevemente paralizzato dal terrore. Ma all'origine dell'odio della sua specie per gli umani vi è in realtà una leggenda secondo la quale un antenato di Shere Khan fu il primo animale ad essere offeso e di conseguenza ad uccidere un uomo e da quel giorno uomini e tigri, o altri animali, si temono e si uccidono a vicenda. Odia Mowgli in quanto uomo ma anche perché questi gli era sfuggito da piccolo (cosa inammissibile per un predatore come lui). Nel corso della serie i due si scontreranno varie volte, fino alla lotta finale che vedrà Mowgli uccidere Shere Khan. È doppiato in giapponese da Shigezou Sasaoka e in italiano da Maurizio Scattorin.
Tabaqui
È una iena striata, servitore di Shere Khan. Quando non è con il suo padrone, Tabaqui gironzola nella giungla cercando di ottenere qualche avanzo dagli altri animali. Generalmente è incompetente, ottuso e codardo, ma ciò non deve trarre in inganno poiché si dimostra subdolo e forte verso i deboli, ad esempio quando attacca Mowgli ferito, e viene umiliato dai forti come Bagheera. Alla fine sia lui che un'altra iena moriranno durante lo scontro finale dove, dopo una lotta contro Akru e Sura, verranno incornati da dei bufali. Tabaqui è doppiato in giapponese da Kazunari Futamata e in italiano da Giorgio Melazzi.
Kiki
È un cucciolo di panda rosso, che arriva nella giungla di Seeonee trasportato senza sensi dal fiume dopo essere sfuggito a dei cacciatori, che catturarono i suoi genitori. L'esperienza lo traumatizza a tal punto che ci mette parecchio a fidarsi di Mowgli ma alla fine diventeranno grandi amici. Inizialmente Kiki si comporta male con gli altri facendo dispetti di ogni genere, ma ciò è solo una conseguenza della sua solitudine. In seguito, pur rimanendo un po' monello, diventerà più rispettoso. Kiki è un personaggio originale dell'anime. È doppiato in giapponese da Miki Itō e in italiano da Anna Bonel.
Chill
È un nibbio. Incontra Mowgli in occasione del suo rapimento da parte delle scimmie. Da quel momento Chill entra ufficialmente a far parte della "squadra" fungendo da informatore attraverso i suoi voli di ricognizione. È un amico prezioso ma inizialmente in cambio dei suoi servigi pretendeva sempre qualche preda. In seguito comunque perde questa abitudine. È doppiato in giapponese da Ikuya Sawaki e in italiano da Luca Sandri.
Sandah
È un lupo che fa da secondo a Vermillion. Odia l'uomo in maniera feroce poiché sua sorella fu uccisa da un colpo di fucile durante la loro fuga. Inutile dire che disprezza Mowgli e pur di non stargli vicino si dimostra anche pronto ad abbandonare Vermillion e proseguire da solo. Tuttavia per fedeltà al suo capo anche lui andrà fino alla città abbandonata per aiutare Mowgli tenuto ostaggio delle scimmie e alla fine lo rivaluterà. I due diventeranno amici e infatti quando i due si reincontrano Sandah si dimostra felice di vederlo. La caratteristica peculiare è una macchia triangolare sulla fronte; ha il pelo blu oltremare, come Alexander. È doppiato in giapponese da Akio Ōtsuka e in italiano da Stefano Albertini.
Bunto
È un lupo randagio, astuto e crudele, cacciato dal branco per aver aggredito l'uomo senza motivo, dopo che lui e altri due lupi seguendo l'esempio di Shere Khan si misero a razziare i villaggi umani. In seguito ritorna ed approfittando della vecchiaia di Akela e dell'alleanza con Shere Khan e con due altri lupi traditori, inizia a saccheggiare la giungla imponendo il suo dominio. Bunto e i suoi alleati sono talmente temibili che per affrontarli Luri escogita un vero piano di battaglia aiutata dai suoi figli, da Lala e dagli altri amici di Mowgli. Alla fine viene ucciso in combattimento da Mowgli. Bunto ha il pelo bianco, con una macchia nera su un occhio; il suo muso è solcato da vistose cicatrici e gli manca un orecchio.
Meshua
È una deliziosa ragazzina, nipote di Bogey, che Mowgli incontra nella giungla. Il ragazzo ne resterà subito colpito e anche Meshua lo prende subito in simpatia. Da quel momento, per un lungo periodo, i due si vedranno sovente e la ragazza gli insegnerà il linguaggio umano. Dopo l'incidente con Shere Khan, Mowgli la seguirà nel villaggio e i due vivranno insieme per parecchio tempo fino alla cacciata da parte di Buldio. In seguito verrà salvata dalle finte accuse di stregoneria lanciate dal suo villaggio. Meshua è una bambina molto dolce, amorevole, fortemente legata e affezionata alla sua famiglia e rispettosa dell'ambiente e degli animali, e si dimostra un'ottima maestra per Mowgli. Alla fine lei insiste con la sua famiglia per aspettare Mowgli nella foresta e una volta incontrato decideranno insieme di ricostruire il villaggio e ricominciare da capo. Apprendiamo, nel corso degli episodi, che aveva un fratello di nome Rashid, scomparso anni addietro dopo essersi avventurato nella giungla (probabilmente ucciso da Shere Khan, essendo scomparso nello stesso territorio in cui si perse Mowgli da piccolo). Meshua è doppiata in giapponese da Akiko Yajima e in italiano da Lara Parmiani.
Mary
Mamma di Meshua, è una donna buona e materna. Si affeziona subito a Mowgli poiché questi gli ricorda il figlio scomparso nella giungla (inizialmente penserà proprio che si tratti di lui) infatti soffre molto quando questi tornerà nella giungla. Comunque anche Mowgli inizierà a volerle bene e infatti la chiamerà "mamma". Verrà salvata da Mowgli con tutta la sua famiglia e alla fine tornerà nel vecchio villaggio ricostruito.
Neil
Padre di Meshua. È un uomo dal fisico imponente ma dai modo gentili. È proprietario di parecchi bufali e la sua casa è una delle più belle. Pur non entrando molto in confidenza con Mowgli quel tanto che basta da farsi chiamare "papà" ne diventerà grande amico. È molto coraggioso e non esita a difendere la sua famiglia da qualsiasi pericolo. Verrà salvato da Mowgli con tutta la sua famiglia. Stando alle parole di Meshua sembra che Neil sia morto a causa di una malattia forse causata dall'eccessivo lavoro, il che spinge la sua famiglia a tornare al vecchio villaggio al fine di spargere le ceneri nel campo che gli apparteneva.
Bogey
L'amorevole e comprensivo nonno materno di Meshua e padre di Mary. Agricoltore gentile, coraggioso e di buon cuore, incontra Mowgli quando questi era caduto in una trappola, dopodiché lo aiuta, lo accudisce e lo nutre; il giovane Mowgli, dapprima diffidente, imparerà a fidarsi di lui facendo sbocciare tra i due una splendida amicizia che si rafforzerà specialmente dopo che i due si rincontrano, questa volta in compagnia di Meshua. Grazie al loro incontro, Mowgli comprenderà che al contrario di quello che pensava, esistono uomini buoni e onesti. Durante l'attacco di Shere Khan, Bogey resta gravemente ferito nel tentativo di proteggere i ragazzi e Mowgli, dopo averlo salvato, decide di accompagnarlo al villaggio, decidendo poi di fermarcisi per un po'. In seguito lo salverà dalla condanna emendata dal villaggio per le fasulle accuse di stregoneria. Alla fine torna al villaggio insieme alla figlia e alla nipote per ricostruire la loro perduta casa. Bogey è doppiato in italiano da Adolfo Fenoglio.
Buldio
È l'anziano capo cacciatore del villaggio di Meshua e il principale antagonista umano. Essendo l'unico dotato di un fucile si dà un sacco di arie e racconta una marea di storie fantasiose sulle sue grandi imprese nella giungla. Mowgli sa bene che è un bugiardo e per questo Buldio inizia ad odiarlo e cerca di ucciderlo mandandogli contro il cobra sacro del villaggio. Spera di uccidere Shere Khan in modo da poter incassare la ricompensa per la pelle della tigre e, non fidandosi di Mowgli che sconfisse la tigre, cercherà di prendersela, ma verrà spaventato dagli amici di Mowgli. Poi diffonderà la voce che Mowgli è uno stregone facendolo cacciare dal villaggio. Uomo vanaglorioso, arrogante, avido e superstizioso, non si fa scrupoli ad uccidere i suoi nemici e arriva a far condannare Meshua e la sua famiglia con l'accusa di stregoneria solo per impossessarsi dei loro beni. Dopo la distruzione del villaggio sparirà dalla circolazione. Buldio è doppiato in giapponese da Ken'ichi Ogata e in italiano da Giovanni Battezzato.
Dholes
Sono cuon alpini, considerati da tutti un flagello. Si muovono in branchi sterminati, non hanno un capo e non seguono la legge e la loro furia si placa solo dopo la totale eliminazione di tutte le creature viventi attorno a loro. Durante la siccità nei territori di loro competenza i Dholes si dirigono alla foresta di Seeonee; in principio i lupi sono dell'idea che sia meglio nascondersi al loro passaggio ma alla fine decidono di combattere per proteggere la loro giungla. Grazie al piano di Kaa Mowgli riesce a condurli alla "gola della morte" ove vivono i più irascibili e letali animali di tutti ovvero le api nere. Con uno stratagemma Mowgli riesce ad aizzargliele contro e i cani superstiti si vedono costretti a buttarsi nel fiume dove la corrente li trascina fino ad una spiaggia dove il branco li attacca. Qui vengono sterminati. I dhole comunque si vedono anche in altre scene precedenti la morte, come nei ricordi di Baloo e Fargas o mentre attaccano Bogey e Mowgli.

### Personaggi minori
Fargas
È un vecchio lupo che compare in un paio di episodi. Aveva incontrato Alexander tempo prima e da lui era stato salvato da un gruppo di dohle. Arriva alla giungla di Seeonee durante la carestia e la fame lo spinge a divorare in segreto le risorse di cibo. Nessuno però lo incolpa poiché nel frattempo aveva raccontato un sacco di frottole sulla sua stretta amicizia con Alexander conquistando la fiducia di Mowgli e i suoi fratelli. Alla fine Mowgli e Bagheera riusciranno a salvarlo da sé stesso facendolo ritornare il buon lupo che era sempre stato. Ha il pelo di un colore indefinito a metà fra il bianco e l'azzurro chiarissimo (forse a causa dell'età), evidenti problemi di vista e coordinazione delle zampe e il pelo ispido dovuto all'età avanzata. È doppiato in giapponese da Ryūji Saikachi e in italiano da Sergio Romanò.
Dusty e Saga
Sono due lupi del branco che si uniscono a Bunto per spodestare Akela e prenderne il posto. Dusty è il figlio, all'apparenza non sembra molto sveglio ma in realtà non si lascia mai sfuggire una parola sui loro piani, nemmeno con tutte le finte moine da parte di Lala. Saga, il padre, è invece un vecchio lupo dall'aria più ingenua del figlio e il suo compito è quello di portare informazioni a Bunto sullo stato di Akela. Alla fine vengono sconfitti ma il loro destino non è noto. Dusty ha il pelo fulvo, striato di marrone; il mantello del padre invece è di un blu-grigiastro più spento rispetto a quello di Alexander e Sandah, più simile al colore del pelo di Akela.
Baccus
È un lupo grassoccio che compare spesso nella prima metà della serie garantendo sempre spezzoni comici. È molto goloso ma non è un abile cacciatore, ciononostante è un guardiano e un domestico perfetto ed è insuperabile con i cuccioli e infatti i vari lupi sono soliti affidargli la prole in loro assenza. Come già detto la sua presenza è praticamente nulla a partire dalla metà della serie anche se durante l'assemblea per decidere il nuovo capo un lupo lo nomina come potenziale successore. È doppiato in giapponese da Masahiro Anzai.
Dohlia
È una lupa sorella di Sandah e l'unica femmina di cui si abbia notizia nel branco di Vermillion. Scacciata dal suo territorio insieme al resto del branco, viene uccisa da una fucilata sulle montagne a poca distanza dalla foresta Seeonee. Lei e il fratello erano molto legati e, dopo la sua morte, Sandah giura di vendicarsi. Il ricordo della tragica fine di Dohlia continua a tormentarlo anche durante il periodo che il branco trascorre nella foresta Seeonee, e lo spinge dapprima a odiare ferocemente Mowgli e in seguito a rischiare la vita per attaccare alcuni bracconieri. Dohlia ha il pelo blu oltremare, più chiaro di quello del fratello.
Nug
Nipote di Buldio, che prende la sua malevolenza da suo nonno. Insieme a molti altri ragazzi, se la prende con Mowgli perché è il nuovo arrivato del villaggio e diffonde voci sul fatto che il ragazzo della giungla sia sotto una sorta di incantesimo. Per gelosia nei confronti di Meshua Nug inizia ad odiare Mowgli in maniera feroce tanto che è proprio lui a mandargli contro il cobra sacro. Ha un'antipatia particolare verso Rikki e la cosa è reciproca. Sparirà dopo la distruzione del villaggio.
Abdullah
È il capo del villaggio la cui avidità è pari solo a quella di Buldio. Non deve sorprendere quindi se i due si uniscono nel far condannare al rogo la famiglia di Meshua con la finta accusa di stregoneria col solo scopo di mettere le mani sui loro averi. Apparentemente è l'unico a sapere che Buldio mente continuamente ma lo copre poiché la cosa va tutta a suo vantaggio. Con la distruzione del suo villaggio però Abdullah è costretto ad andarsene dai pressi della foresta Seeonee.
Logu
È il capo delle scimmie. Come i suoi sudditi è vile e maligno ed è solito arrecare disturbo a tutti. Riceve così una bella lezione da Kaa e gli altri per vendicarsi della distruzione della capanna di Mowgli e per ricevere informazioni sulle mosse di Shere Khan e Bunto. Dopo quell'episodio né lui né le sue scimmie arrecano più disturbo a nessuno.
Rikki
Una mangusta, è il cucciolo domestico di Meshua e stringe subito amicizia con Mowgli. Il suo personaggio è chiaramente ispirato a Rikki-Tikki-Tavi, la mangusta dell'omonima storia sempre appartenente al libro della giungla. Una notte ingaggia pure una lotta con un cobra mandato da Buldio per uccidere Mowgli nel sonno: sia l'episodio sia le parole di Mowgli fanno pensare che la scena sia sempre una citazione dal racconto di Rikki-Tikki-Tavi dove il protagonista salva la sua famiglia da due cobra.
Garu
È un cacciatore amico di Buldio e al pari di quest'ultimo avido e crudele. Lo si incontra la prima volta durante le puntate dedicate alla condanna della famiglia di Meshua dove Garu viene chiamato affinché aiuti Buldio a catturare Mowgli. In seguito alla distruzione del villaggio anche lui se ne andrà ma Mowgli lo incontrerà ancora una volta quando Garu tenterà di venderlo ad un circo.

## Trasmissione e distribuzione
In Giappone la serie venne trasmessa dal 2 ottobre 1989 al 29 ottobre 1990 su TV Tokyo.
In Italia la serie venne distribuita in origine nel 1991 dalla DeAgostini Junior in una serie di VHS contenenti due episodi ciascuna più un breve documentario sugli animali e corredati da un volume che proponeva la versione a fumetti degli episodi e vari dossier sulla natura. Queste cassette inoltre contenevano una sigla diversa da quella proposta più tardi per la televisione, scritta da Carmelo Carucci e da Alessandra Valeri Manera e cantata da Cristina D'Avena.
In TV la serie venne trasmessa per la prima volta su Rete 4 nel contenitore I Cartonissimi tra settembre e dicembre 1991 e negli anni successivi fu replicata su altre reti Mediaset. Poco tempo dopo la prima messa in onda, la Bim Bum Bam Video pubblicò in VHS un lungometraggio dedicato alla serie: in realtà si trattava solo di un collage degli episodi principali in modo che la storia venisse nel complesso ricreata. Questo lungometraggio venne riproposto anche da Mondo Home Entertainment in DVD nel 2006.
Nel 2008 Mondo Home Entertainment ripropose l'intera serie in 12 DVD contenenti dai cinque ai quattro episodi; tempo dopo uscirono anche due cofanetti DVD contenenti sei dischi ciascuno.

## Titoli negli altri paesi
- Arabia: فتى الأدغال‎
- Francia: Le livre de la jungle
- America: The Jungle Book: The Adventures of Mowgli
- Polonia: Księga dżungli
- Germania: Dschungelbuch - Mowgli und seine Freunde

## Edizione italiana
Il doppiaggio italiano è stato eseguito presso lo Studio P.V. di Milano sotto la direzione di Enrico Maggi. La traduzione dal giapponese è a cura di Paola D'Accardi ed i dialoghi italiani sono di S. Segala.

## Sigle
| Paese    | Titolo                                       | Autori                                                    | Interprete       | Posizione       |
| -------- | -------------------------------------------- | --------------------------------------------------------- | ---------------- | --------------- |
| Giappone | GET UP - Ai o shinjite (GET UP～愛を信じて?) |                                                           | Toshiya Igarashi | Iniziale        |
| Giappone | Chikyū no ko (地球の子?)                     |                                                           | Shiori Hashimoto | Finale          |
| Italia   | Il libro della giungla                       | Carmelo Carucci (musica) Alessandra Valeri Manera (testo) | Cristina D'Avena | Iniziale Finale |
| USA      | Look up                                      | Tom Borshuk (testo)                                       | Suzi Marsh       | Iniziale        |
| USA      | A Child is Growing                           | Tom Borshuk (testo)                                       | Suzi Marsh       | Finale          |

In Spagna la sigla è stata usata per un altro cartone animato ambientato nella giungla, questa volta africana: Kimba il leone bianco.